# Pantoufle
Pour les articles homonymes, voir Pantoufle (homonymie).

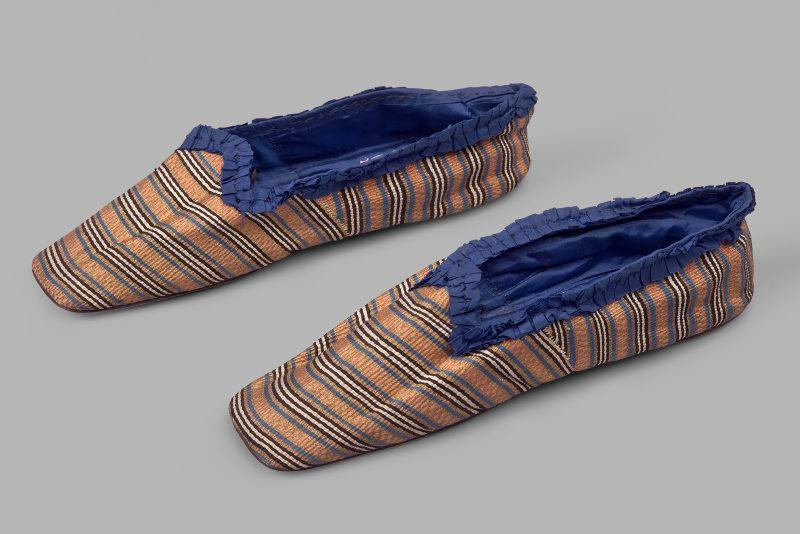
Pantoufles de femme, vers 1840-1850

La pantoufle, est un chausson d'intérieur, sans tige et parfois sans talon, en matière légère et flexible (cuir, velours, laine foulée ou feutre, etc.).

## Histoire
La pantoufle est décrite par le Dictionnaire de l'Académie française (1768) comme une « Sorte de chaussure dont on se sert dans la chambre et qui ordinairement ne couvre pas le talon (pantoufle de drap, de cuir, de velours) ».
Cette forme de chaussure dont le talon est découvert se retrouve dans la tradition orientale de la babouche orientale. Les plus anciennes, décorées à la feuille d'or, ont été trouvées dans des tombes coptes du IIe siècle.
La pantoufle se distingue du chausson qui se portent à la campagne l'intérieur des sabots de bois ou de caoutchouc pour en améliorer le confort. Ils apparaissent au XVe siècle en Italie qui exporte sa mode en France dès le début du XVIe siècle. Leur légèreté en faisait alors une excellente chaussure d'intérieure, une pantoufle.
La plus ancienne usine de chaussons et pantoufles de France en laine foulée, les Établissements Amos, était installée à Wasselonne en Alsace. Fondée par Charles Amos en 1795, elle embauche près de 2 000 ouvriers à son apogée. Cette société fut la plus grosse entreprise de pantoufles de France. La concurrence asiatique eut raison d'elle, et en 1987 elle a déposé son bilan.
Dans la famille des pantoufles, existe aussi la charentaise en feutre, apparue en 1907.

babouches orientales du XVIIe siècle.
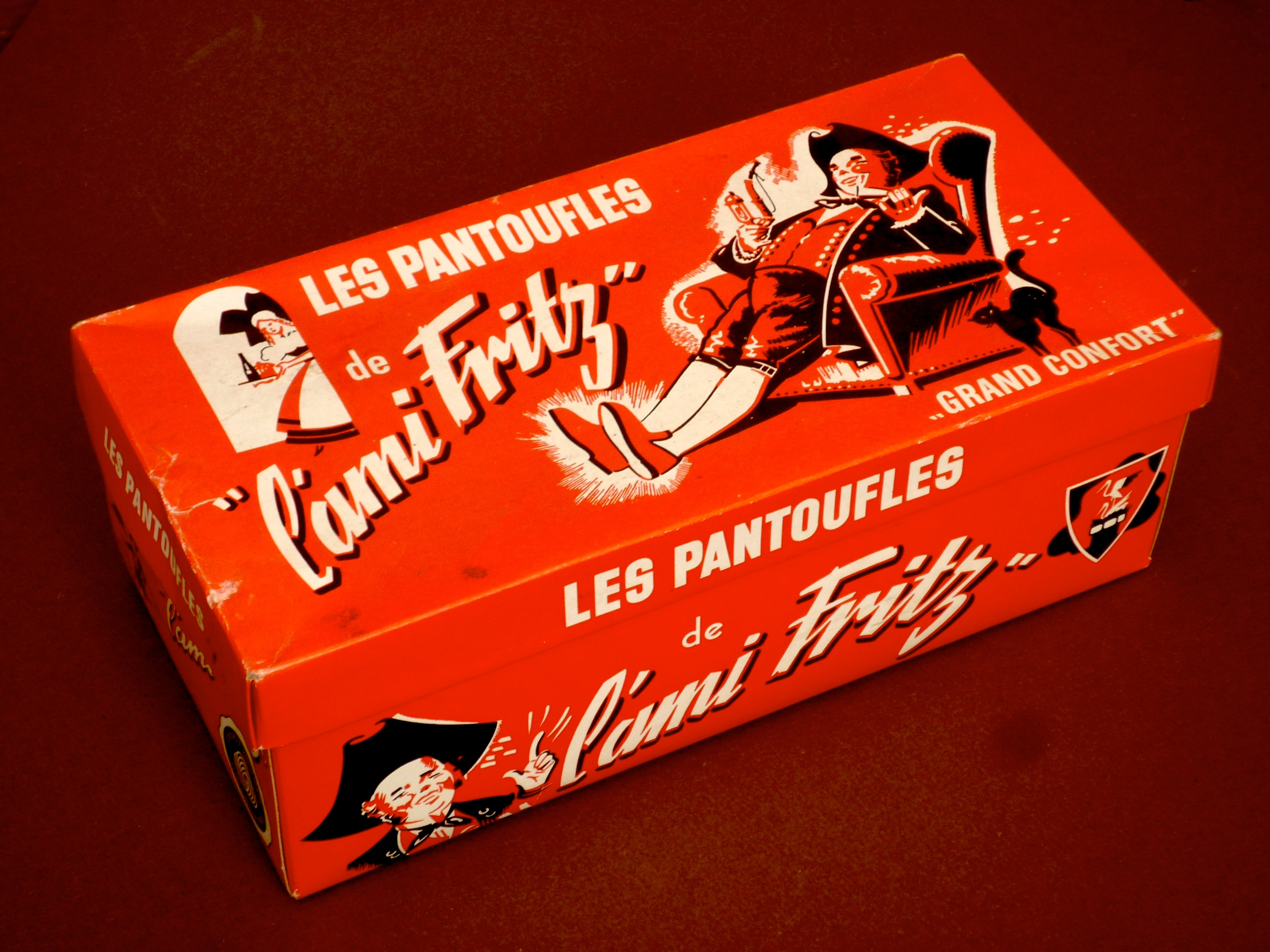
Les Pantoufles de l'Ami Fritz, produites par les Établissements Amos à Wasselonne.
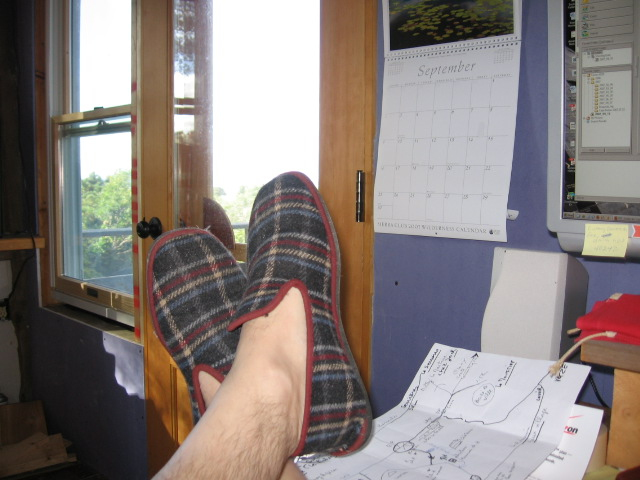
Paire de charentaises.
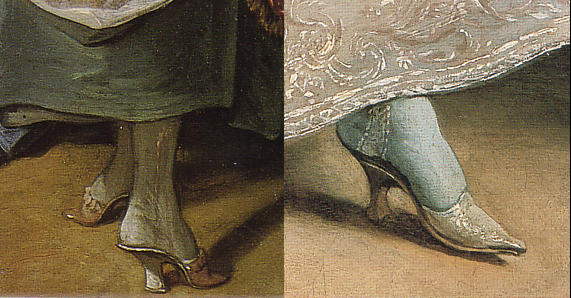
mules du XVIIIe siècle d'après François Boucher.

## Pantoufles dans la culture

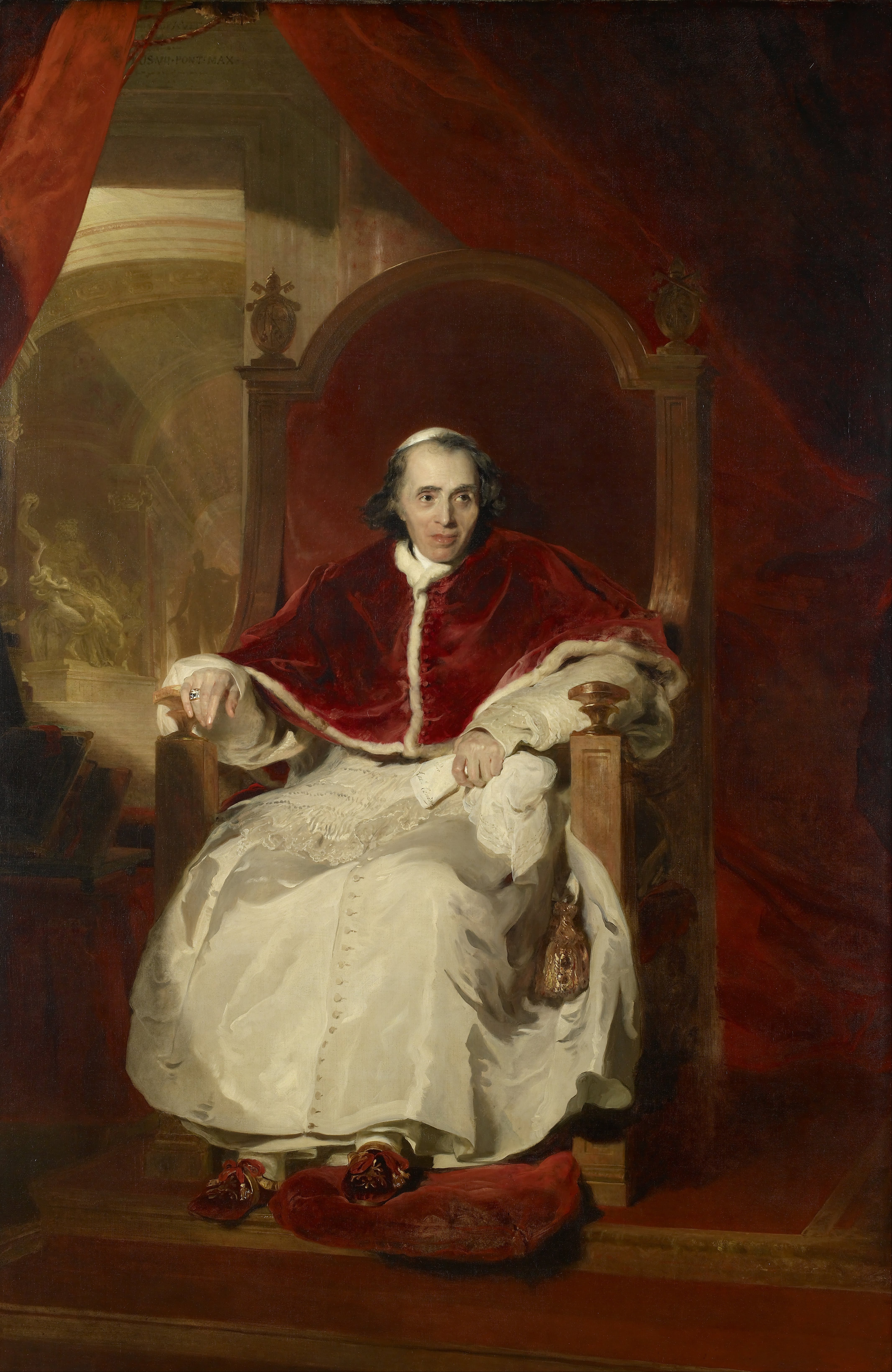
Le pape Pie VII, portant les pantoufles pontificales (1819, Thomas Lawrence, Royal Collection, Windsor).

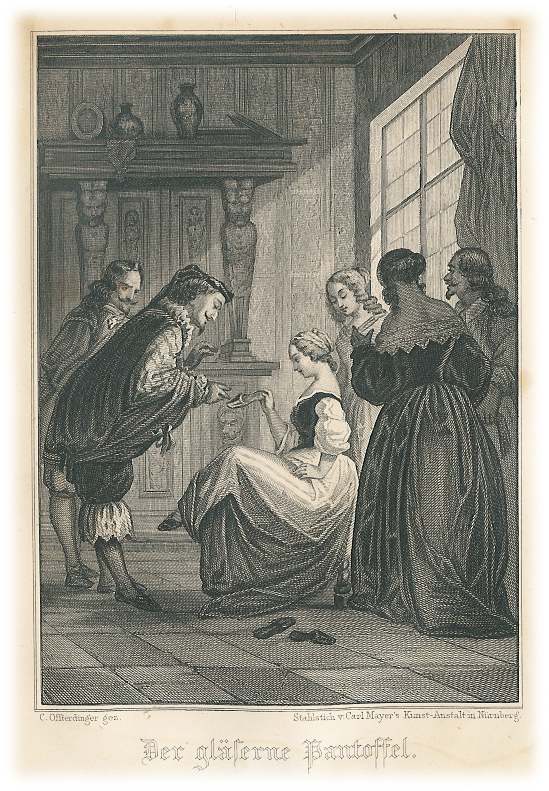
Les « pantoufles de verre » de Cendrillon

Dans certaines Églises antéchalcédoniennes (notamment chez les Arméniens et les Syriaques), les ministres, les acolytes et le(s) célébrant(s) chaussent des pantoufles pour monter à l'autel, en signe d'humilité et de respect.
Les pantoufles sont en Occident associées au confort de la maison et incarnent dans le monde paysan la récompense à une dure journée de labeur : le confort des pieds au chaud devant la cheminée.
Au XIXe siècle, le mot « pantoufle », employé péjorativement, est associé aux bourgeois casaniers ou tranquilles.
Il est fait référence à une pantoufle de verre (ou de « vair ») dans le conte de Charles Perrault Cendrillon ou la Petite Pantoufle de verre. Dans la Commedia dell'arte de nombreux personnages portent des pantoufles.[évasif]
Dans les matchs d'improvisation, le public est muni de pantoufles et les lance sur l'arbitre lorsqu'il n'est pas d'accord avec ses décisions ou, plus rarement, sur un jouteur s'il n'aime pas ses improvisations.